# 112e congrès des États-Unis
3 janvier 2011 – 3 janvier 2013
Sessions
Précédent Suivant
Le 112e congrès des États-Unis est la législature fédérale américaine débutant le 3 janvier 2011 et se concluant le 3 janvier 2013.
Tous les représentants sont élus le 2 novembre 2010. Au Sénat, 37 membres sur 100 sont élus en même temps, les autres ayant été élus en 2008 et en 2006.
Les démocrates sont majoritaires au Sénat depuis 2007, tandis que les républicains le sont à la Chambre des représentants depuis 2011.
John Boehner exerce les fonctions de Speaker de la Chambre des représentants. Eric Cantor, représentant républicain de Virginie, est le chef de la majorité à la chambre basse, et Nancy Pelosi, représentante de Californie y est la chef de l'opposition.

## Composition

### Sénat
| Sénat                                                                                         |
|                                                                                               |
| - Parti républicain : 47 membres. - Parti démocrate : 51 membres. - Indépendants : 2 membres. |

Présidence : Joe Biden (D)
| Groupe | Groupe      | Chef            | Membres |
| ------ | ----------- | --------------- | ------- |
|        | Démocrate   | Harry Reid      | 53      |
|        | Républicain | Mitch McConnell | 47      |
| Total  | Total       | Total           | 100     |

### Chambre des représentants
| Chambre des représentants                                           |
|                                                                     |
| - Parti républicain : 242 membres. - Parti démocrate : 193 membres. |

Présidence : John Boehner (R)
| Groupe | Groupe      | Chef         | Membres |
| ------ | ----------- | ------------ | ------- |
|        | Républicain | Eric Cantor  | 242     |
|        | Démocrate   | Nancy Pelosi | 193     |
| Total  | Total       | Total        | 435     |